# Nakano Broadway

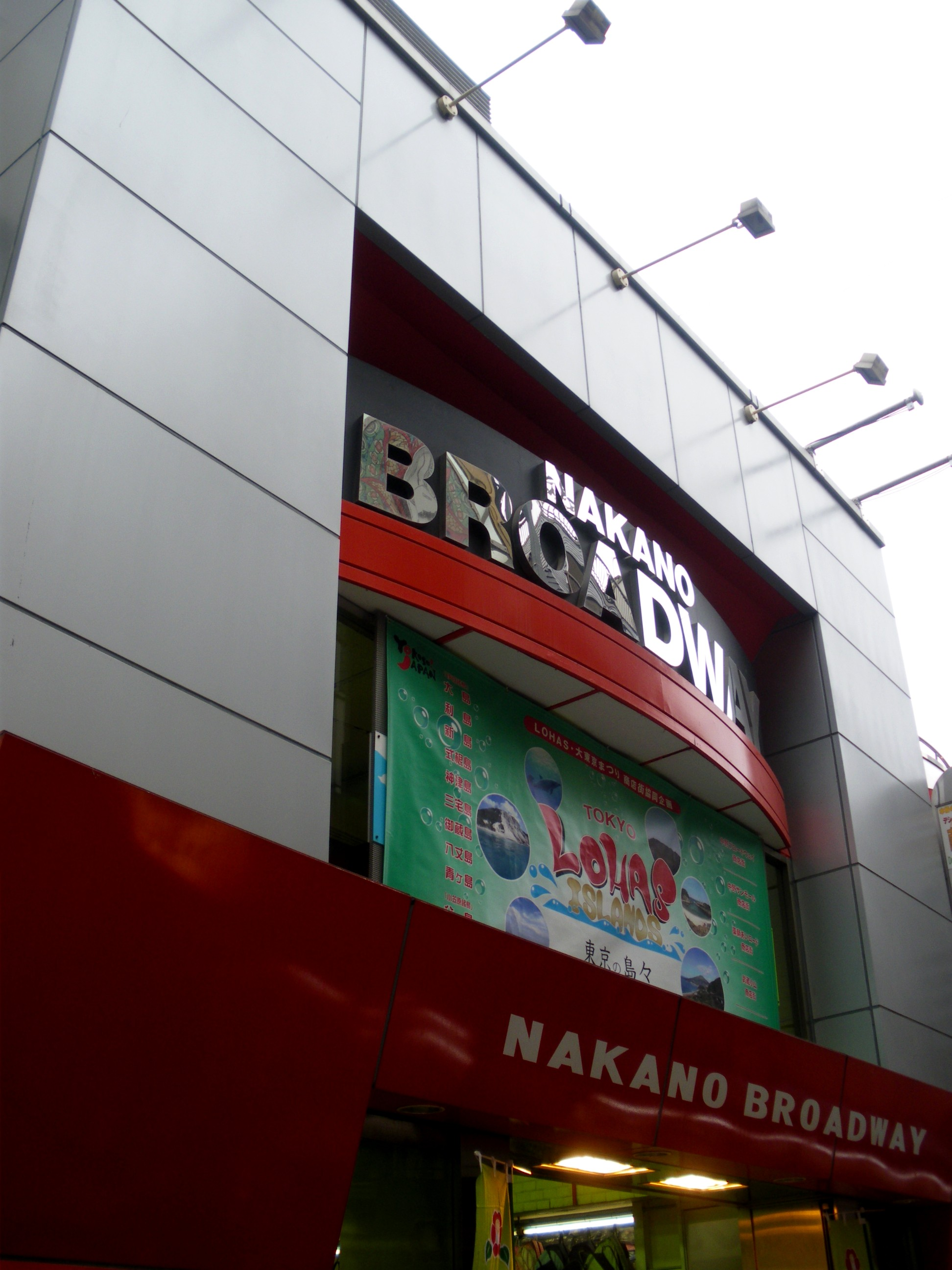
Entrée de Nakano Broadway.

Nakano Broadway (中野ブロードウェイ, Nakano Burôdowei) est une galerie marchande du quartier de Nakano à Tōkyō.

## Spécialité
Nakano Broadway est réputée pour être un haut lieu de vente pour otaku (mangas, jeux vidéos, figurines) au Japon. Le quartier de Nakano est également un lieu important pour le commerce des montres et la galerie marchande héberge plusieurs boutique spécialisées.
Si le rez de chaussée et le sous-sol ressemblent à tout autre centre commercial, avec des boutiques de vêtements, d’appareils électroniques et d’alimentation, les trois étages supérieurs sont presque entièrement consacrés à la vente de goodies, de figurines, de magazines, de mangas, et de montres.
Sur le toit, on trouve un jardin de toiture.

## Enseignes notables
L'enseigne Mandarake a ouvert sa première boutique dans la galerie en 1980, y a depuis ouvert de nombreuses boutiques spécialisées dans divers domaines de la culture otaku (25 boutiques à Nakano Broadway) et y a établi son siège social et ses bureaux. La chaîne est reconnue pour la qualité de ses vendeurs,.
TACO-ché se situe au troisième étage du bâtiment. La boutique propose du contenu indépendant ou sortant des circuits de vente habituels.
C'est également au troisième étage que nous trouvons la plupart des boutiques de montres. Les plus réputées d'entre elles sont Jack Road et Kamekichi.